# Cao Thăng
Cao Thăng là một xã thuộc huyện Trùng Khánh, tỉnh Cao Bằng, Việt Nam.

## Địa lý
Xã Cao Thăng nằm ở phía đông nam huyện Trùng Khánh, có vị trí địa lý:
- Phía đông giáp huyện Hạ Lang
- Phía tây giáp xã Đức Hồng
- Phía nam giáp xã Đoài Dương
- Phía bắc giáp thị trấn Trùng Khánh và xã Phong Châu.

Xã Cao Thăng có diện tích 29,02 km², dân số năm 2019 là 3.034 người, mật độ dân số đạt 105 người/km².
Trên địa bàn xã có một số ngọn núi như Khan Pung, Nà Gà, Phia Đan, Phò Chiêu.

## Lịch sử
Sau năm 1975, Cao Thăng là một xã thuộc huyện Trùng Khánh.
Đến năm 2019, xã Cao Thăng được chia thành 16 xóm: Bo Lành, Bo Mạ, Co Rược - Bản Vạng, Đông Xâu - Phia Mạ, Đoỏng Rin, Bản Hâu, Pác Ra, Lũng Gùng, Bản Luông, Nà Chi, Pác Bo, Pác Lung, Phò Đon, Pác Thòng, Phia Tốm, Phò Gáp.
Ngày 9 tháng 9 năm 2019, Hội đồng Nhân dân tỉnh Cao Bằng ban hành Nghị quyết số 27/NQ-HĐND về việc:
- Sáp nhập xóm Đoỏng Rinh vào xóm Phò Đon
- Sáp nhập xóm Pác Ra vào xóm Bản Hâu
- Sáp nhập xóm Bo Mạ vào xóm Bo Lành
- Sáp nhập xóm Pác Thòng vào xóm Nà Chi, sáp nhập xóm Phò Gáp vào xóm Bản Luông
- Sáp nhập xóm Co Rược - Bản Vạng vào xóm Đông Xâu - Phia Mạ
- Sáp nhập hai xóm Phia Tốm, Lũng Gùng vào xóm Pác Lung.

## Hành chính
Xã Cao Thăng được chia thành 7 xóm: Bản Hâu, Bản Luông, Bo Lành, Đông Xâu - Phia Mạ, Nà Chi, Pác Bo, Phò Đon.